# Khaos Legions
Khaos Legions es el octavo álbum de estudio de la banda sueca Arch Enemy, y que fue lanzado el 30 de mayo del 2011. Es el primer registro en el que participa Per Wiberg (Tecladista de la banda Opeth).   

## Lista de canciones
- 01. Khaos Overture (instrumental) - 1:32
- 02. Yesterday Is Dead And Gone - 4:23
- 03. Bloodstained Cross - 4:50
- 04. Under Black Flags We March - 4:42
- 05. No Gods, No Masters - 4:16
- 06. City Of The Dead - 4:34
- 07. Through The Eyes Of A Raven - 5:11
- 08. Cruelty Without Beauty - 5:01
- 09. We Are A Godless Entity (instrumental) - 1:35
- 10. Cult Of Chaos - 5:12
- 11. Thorns In My Flesh - 4:56
- 12. Turn To Dust (instrumental) - 0:50
- 13. Vengeance Is Mine - 4:12
- 14. Secrets - 4:07

## Créditos
- Angela Gossow − vocalista
- Michael Amott − guitarra
- Christopher Amott − guitarra
- Sharlee D'Angelo − bajista
- Daniel Erlandsson − baterista
- Per Wiberg − teclados